# غايوس ماريوس

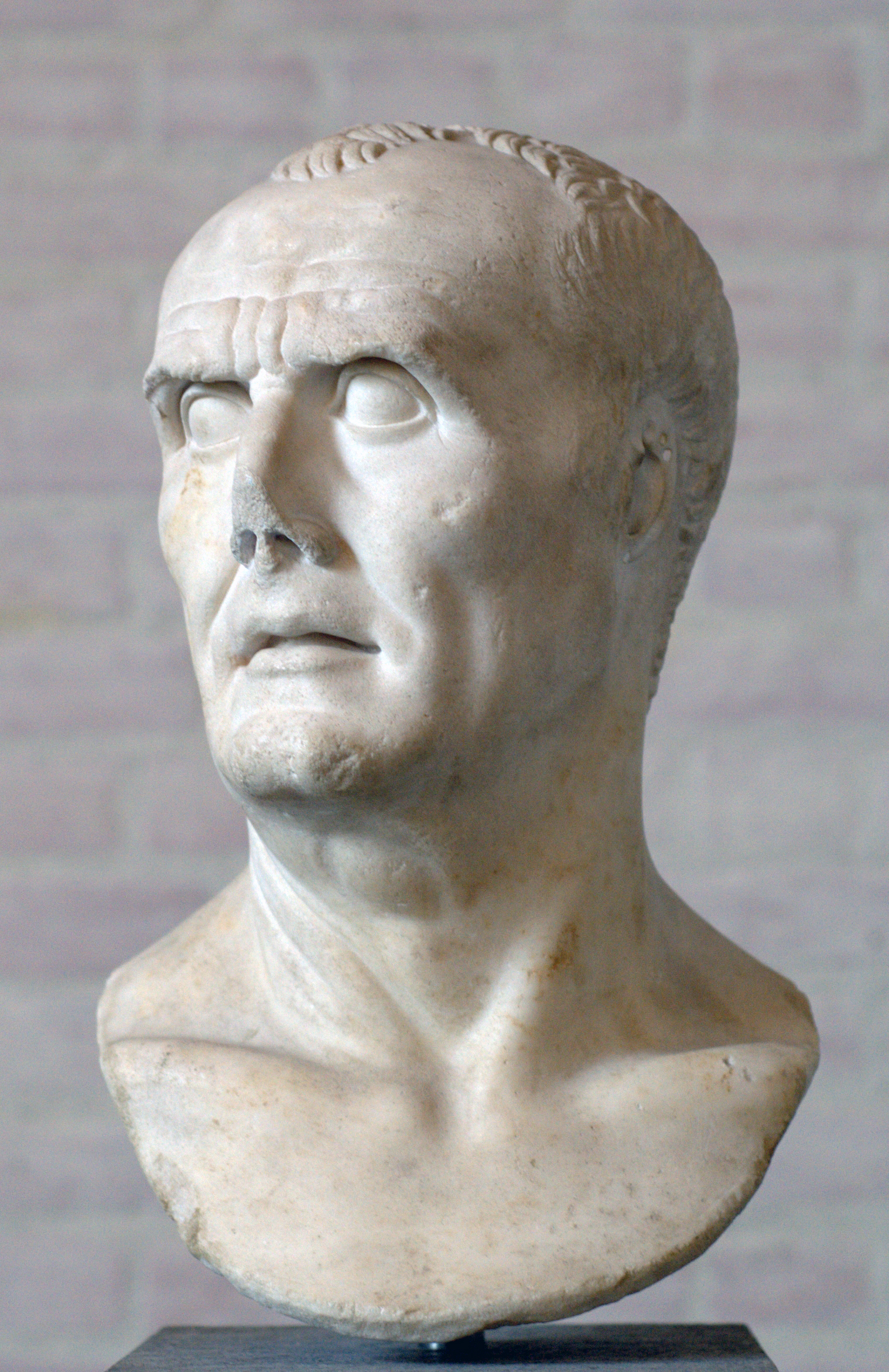
(مجسم يعتقد أنه لماريوس)

غايوس ماريوس - Gaius Marius قنصل وعسكري روماني (107-100 ق.م). كان هو من شارك ميتيلوس النوميدي حربه كقائد في نوميديا ضد يوغرطة، آخذا منه الزعامة على الجيش بعد فشله (طول مدة الحرب) في القضاء على النوميدي.

## ما بعد نوميديا
تفوق ماريوس العسكري وتعرض روما لمخاطر أجنبية جديدة من الشمال (قبائل الكيمبريون والتوتونيون) كذلك وتحت تأثير العامة مجددا، قبل السيناتوس(مجلس الشيوخ الروماني) عن مضض، إعادة ترشيحه (بطريقة غير شرعية) لمنصب القنصلية خمس سنوات، سنة بسنة، متصله، بالرغم من كونه رجلًا جديدًا من طبقة الفرسان. هزم ماريوس قبائل الكيمبريون والتوتونيون في معركة أكوي سكستيا ومعركة فرشلة.
كان ماريوس شعوبيا أيضا، دخل حربا أهلية خطيرة ورهيبة مع سولا بسبب التنازع في غزو جديد ومغري ضد ميثريداتس السادس من الشرق، فشل خلالها لكنه كسب منصب القنصلية للمرة السابعة، توفي قبل مواجهة حاسمة ضد سولا المنتصر أخيرا.

## وصلات خارجية
بالفرنسية، حياة ماريوس
بالإنجليزي، حياة ماريوس لبلوتارخ